# Пандемија ковида 19 у Канади
Пандемија ковида 19 у Канади део је текуће светске пандемије болести корона вируса 2019 (Ковида 19). Болест јее узрокована тешким акутним респираторним синдромом коронавирус 2 (САРС-КоВ-2). Највећи број случајева током пандемије било је у Онтарију, Квебеку, Британској Колумбији и Алберти. Потврђени случајеви су пријављени у свим канадским провинцијама и територијама.
Потврђено је да је вирус стигао у Канаду 25. јануара 2020. године, након што је особа која се вратила у Торонто из Вухана, Хубеј, у Кини, била позитивна. Први случај преношења у самој у Канади забележен је у Британској Колумбији 5. марта 2020. године. У марту 2020. године, пошто су потврђени случајеви преношења у самој држави, све канадске провинције и територије прогласиле су ванредно стање. Покрајине и територије су, у различитом степену, примениле затварање школа и вртића, забране окупљања, затварање мање битних предузећа и ограничења пограничног уласка у Канаду из других држава. Канада је ограничила приступ у државу путницима из свих земаља али је ипак направила неколико изузетака, већ у зависности од пандемијске ситуације у појединим земљама. Савезни министар здравља позвао се на Закон о карантину, уведен након избијања САРС-а 2002–2004.  По први пут у својој законодавној историји, закон је употребљен. Законом о карантину се обавезуја сва путнике (осим есенционалних радника) који се враћају у земљу да се самоизолују у трајању од 14 дана, док се правила не промене како би се примили потпуно вакцинисани путници.
Од избијања пандемије па до средине лета 2020. године, Канада је бележила стални пад активних случајева. Током јесени, земља је доживела поновни раст случајева у свим провинцијама и територијама. Премијер Трудо је 23. септембра 2020. изјавио да Канада доживљава „други талас“ вируса. Нова ограничења од стране провинцијских влада поново су уведена како се број случајева повећавао, укључујући варијације регионалних карантина. Крајем новембра дошло је до распуштања Атлантског мехура, подручја Канаде са ограниченим прометом (формираног од четири атлантске провинције: Њу Брансвика, Острво Принца Едварда, Нове Шкотске и Њуфаундленда и Лабрадора) које је успостављено у јулу. 2020. године. Савезна влада је усвојила закон за одобравање даље модификоване економске помоћи за предузећа и појединце.
Случајеви широм Канаде, хоспитализације и смртни случајеви због короне, су драстично порасли пре и после божићних празника а и новогодишње празничне сезоне. Тај период је захватио децембар 2020. и добар део јануара 2021. године. Проблеми са капацитетом болница, смртним случајевима и новим случајевима, су довели до тога да се уведу нова ограничења (као што су самоизолације и полицијски час) у погођеним области (првенствено Онтарио, Квебек и Алберта) и такође широм Канаде. Ова закључавања резултирала су сталним опадањем активних случајева, достижући максимум и поранавање криве у броју активних случајева средином фебруара 2021. године. Током трећег таласа вируса, случајеви су почели да расту у већини провинција западно од атлантске обале Канаде средином марта, што је довело до даљег закључавања и ограничења у најнасељенијим провинцијама попут Онтарија и Квебека. Због релативно малог броја случајева у атлантским провинцијама, планирано је да се Атлантски мехур који је ограничен на путовања поново отвори, међутим, крајем априла, трећи талас се проширио на атлантске провинције. Као одговор, Њуфаундленд и Лабрадор, Острво Принца Едварда и Нова Шкотска поново су увели забрану путовања према остатку Канаде.
Након што је здравство Канаде одобрила Фајзер-Бајонтек вакцину, а касније и  („мРНА-1273”) вакцину коју је развила Модерна, масовне вакцинације су почеле широм земље 14. децембра 2020. године. Хелт Канада је 26. фебруара 2021. одобрила употребу вакцине Оксфорд–АстраЗенека Ковид 19, а 5. марта 2021. додатно је одобрила Џонсон Ковид 19 вакцину, што је било укупно четири одобрене вакцине у Канади. Међутим, већина провинција је укинула прве дозе Оксфорд-АстраЗенеца до 12. маја 2021, док је примена Џонсон вакцине утврђена као непотребна. Канада је постала једна од највакцинисанијих земаља на свету, са континуирано високим степеном прихватања вакцине. Упркос великом општем прихватању вакцине, случајеви су и даље наставили да расту.
Крајем августа 2021. године, случајеви су почели да расту широм Канаде, посебно у провинцијама Британска Колумбија, Алберта, Квебек и Онтарио. Током овог четвртог таласа вируса, повратак на мера ограничења због пандемије, као што су мандати за маске, поново је уведен у провинцијама попут Британске Колумбије и Алберте. Због пораста броја случајева,[21] пасоши за вакцине су усвојени у свим покрајинама и двема територијама. Федерално, премијер Џастин Трудо је од 30. октобра 2021. године поставио нове услове за путовања авионом, као и за оне који се возе возовима „Виа Рејл” и „Роки Маунтенир”. Поред тога, мандат је укључивао све државне раднике који су регулисани на савезном нивоу. Од јануара 2022. године, све канадске провинције и територије забележиле су рекордан број случајева, првенствено изазван варијантом САРС-ЦоВ-2 Омикрон, што је довело до тога да покрајинске и територијалне владе поново уведу ограничења везана за путовања и изолацију.

## Позадина и епидемиологија
Светска здравствена организација (СЗО) је 12. јануара 2020. потврдила да је нови корона вирус узрок респираторне болести у граду Вухан, провинција Хубеј, Кина. Болест је пријављена СЗО 31. децембра 2019. године.
Однос смртних случајева од ковида 19 био је много нижи од САРС-а из 2003. године, али је преношење значајно веће, са значајним бројем смртних случајева.
| Пандемија ковида 19 у Канади по провинцијама и територијама, 4. фебруар 2022 15:33 UTC () | Пандемија ковида 19 у Канади по провинцијама и територијама, 4. фебруар 2022 15:33 UTC () | Пандемија ковида 19 у Канади по провинцијама и територијама, 4. фебруар 2022 15:33 UTC () | Пандемија ковида 19 у Канади по провинцијама и територијама, 4. фебруар 2022 15:33 UTC () | Пандемија ковида 19 у Канади по провинцијама и територијама, 4. фебруар 2022 15:33 UTC () | Пандемија ковида 19 у Канади по провинцијама и територијама, 4. фебруар 2022 15:33 UTC () | Пандемија ковида 19 у Канади по провинцијама и територијама, 4. фебруар 2022 15:33 UTC () | Пандемија ковида 19 у Канади по провинцијама и територијама, 4. фебруар 2022 15:33 UTC () | Пандемија ковида 19 у Канади по провинцијама и територијама, 4. фебруар 2022 15:33 UTC () | Пандемија ковида 19 у Канади по провинцијама и територијама, 4. фебруар 2022 15:33 UTC () | Пандемија ковида 19 у Канади по провинцијама и територијама, 4. фебруар 2022 15:33 UTC () |
| Провинција                                                                                | Популација                                                                                | Тестова                                                                                   | На 1.000 ст.                                                                              | Случајева                                                                                 | На мил ст.                                                                                | Опор.                                                                                     | Смрти                                                                                     | На мил ст.                                                                                | Активно                                                                                   | Реф.                                                                                      |
| ----------------------------------------------------------------------------------------- | ----------------------------------------------------------------------------------------- | ----------------------------------------------------------------------------------------- | ----------------------------------------------------------------------------------------- | ----------------------------------------------------------------------------------------- | ----------------------------------------------------------------------------------------- | ----------------------------------------------------------------------------------------- | ----------------------------------------------------------------------------------------- | ----------------------------------------------------------------------------------------- | ----------------------------------------------------------------------------------------- | ----------------------------------------------------------------------------------------- |
| Британска Колумбија                                                                       | 5.249.635                                                                                 | 5.459.501                                                                                 | 1.040                                                                                     | 329.143                                                                                   | 62.698                                                                                    | 299.657                                                                                   | 2.656                                                                                     | 505,9                                                                                     | 25.554                                                                                    | [ 29 ]                                                                                    |
| Алберта                                                                                   | 4.464.170                                                                                 | 6.767.946                                                                                 | 1.516,1                                                                                   | 501.347                                                                                   | 112.305                                                                                   | 463.860                                                                                   | 3.608                                                                                     | 808.2                                                                                     | 33.879                                                                                    | [ 30 ]                                                                                    |
| Саскачеван                                                                                | 1,180,867                                                                                 | 1,445,443                                                                                 | 1,224.1                                                                                   | 120,745                                                                                   | 102,251                                                                                   | 109,473                                                                                   | 1,001                                                                                     | 847.7                                                                                     | 10,271                                                                                    | [ 31 ]                                                                                    |
| Манитоба                                                                                  | 1.386.333                                                                                 | 1.385.870                                                                                 | 999,7                                                                                     | 122.012                                                                                   | 88.011                                                                                    | 103.642                                                                                   | 1.583                                                                                     | 1.141,9                                                                                   | 16.787                                                                                    | [ 32 ]                                                                                    |
| Онтарио                                                                                   | 14.915.270                                                                                | 22.705.361                                                                                | 1.522,3                                                                                   | 1.047.970                                                                                 | 70.262                                                                                    | 998.238                                                                                   | 11.711                                                                                    | 785,2                                                                                     | 38.021                                                                                    | [ 33 ] [ 34 ]                                                                             |
| Квебек                                                                                    | 8.631.147                                                                                 | 15.871.179                                                                                | 1.838,8                                                                                   | 872.029                                                                                   | 101,033                                                                                   | 818.774                                                                                   | 13.378                                                                                    | 1.550                                                                                     | 39.877                                                                                    | [ 35 ] [ 36 ]                                                                             |
| Њу Брансвик                                                                               | 794,300                                                                                   | 694.753                                                                                   | 874,7                                                                                     | 29.905                                                                                    | 37.650                                                                                    | 25.640                                                                                    | 251                                                                                       | 316                                                                                       | 4.012                                                                                     | [ 37 ]                                                                                    |
| Острво Принца Едварда                                                                     | 165.936                                                                                   | 250.541                                                                                   | 1.510                                                                                     | 8.565                                                                                     | 51.616                                                                                    | 6.283                                                                                     | 11                                                                                        | 66,3                                                                                      | 2.282                                                                                     | [ 38 ]                                                                                    |
| Нова Шкотска                                                                              | 998.832                                                                                   | 1.719.833                                                                                 | 1.721,8                                                                                   | 38.773                                                                                    | 39.129                                                                                    | 34.924                                                                                    | 157                                                                                       | 157,2                                                                                     | 3.647                                                                                     | [ 39 ]                                                                                    |
| Њефаундленд и Лабрадор                                                                    | 521.758                                                                                   | 485.021                                                                                   | 929,6                                                                                     | 17.984                                                                                    | 34.468                                                                                    | 16.208                                                                                    | 45                                                                                        | 86,2                                                                                      | 1.720                                                                                     | [ 40 ]                                                                                    |
| Јукон                                                                                     | 43.095                                                                                    | 29.464                                                                                    | 683,7                                                                                     | 3.168                                                                                     | 73.512                                                                                    | 3.041                                                                                     | 18                                                                                        | 417,7                                                                                     | 109                                                                                       | [ 41 ]                                                                                    |
| Северозападне територије                                                                  | 45.515                                                                                    | 39.858                                                                                    | 875,7                                                                                     | 6.363                                                                                     | 139.800                                                                                   | 5.379                                                                                     | 17                                                                                        | 373,5                                                                                     | 967                                                                                       | [ 42 ]                                                                                    |
| Нунавут                                                                                   | 39.589                                                                                    | 31.609                                                                                    | 798,4                                                                                     | 1.891                                                                                     | 47.766                                                                                    | 1.444                                                                                     | 5                                                                                         | 126,9                                                                                     | 442                                                                                       | [ 43 ]                                                                                    |
| Путници повратници                                                                        | н/п                                                                                       | н/п                                                                                       | н/п                                                                                       | 13                                                                                        | н/п                                                                                       | 13                                                                                        | 0                                                                                         | н/п                                                                                       | 0                                                                                         | [ 44 ] [ 45 ] [ 46 ]                                                                      |
| Канада                                                                                    | 38.436.447                                                                                | 56.886.379                                                                                | 1.480                                                                                     | 3.100.264                                                                                 | 80.659                                                                                    | 2.886.576                                                                                 | 34.441                                                                                    | 896,1                                                                                     | 177.568                                                                                   |                                                                                           |

## Припреме
СЗО је 1. јануара 2020. године успоставила (ТПУИ) (Тим за подршку управљању инцидентима) на сва три нивоа организације: централа, регионално седиште и на нивоу државе, стављајући организацију у хитне услове за суочавање са епидемијом.
Седмог јануара, када се показало да је у Вухану избила здравствена криза, јавно здравство Канаде је саветовало путнике у Кину да избегавају контакт са животињама, уз напомену да веома пажљиво прате ситуацију. Још увек није било доказа шта је изазвало болест, нити како се ширила.
Савезна влада Канаде је 15. јануара активирала свој Оперативни центар за хитне случајеве.
Канадска гранична служба (КГЦ) је 17. јануара наговестила да су планови у току „за имплементацију сигнализације“ на аеродромима у Монтреалу, Торонту и Ванкуверу како би се подигла свест о вирусу. Додатно питање здравственог прегледа додато је електронским киосцима за путнике који долазе из централне Кине. Агенција је навела да је укупан ризик за Канађане био низак и да није било директних летова из Вухана за Канаду. Канадска гранична служба је рекла да у то време неће спроводити додатне мере скрининга, већ да ће „помно пратити ситуацију“.
Дана 23. јануара, савезна министарка здравља, Пети Хајду, рекла је да надгледају пет или шест људи у потрази за знаковима вируса. Истог дана, главни службеник за јавно здравље Канаде, Тереза Там, била је члан комитета СЗО који је објавио да је прерано да се прогласи ванредна ситуација за јавно здравље од међународног значаја. Следећег дана, у Вухану у Кини, почела је изградња нове болнице за лечење пацијената са ковидом 19. Болници је било потребно само 10 дана да се изгради и о њој се извештавало широм света.
У почетку се Канада суочила са недостатком личне заштитне опреме, пошто је Трудоова влада смањила финансирање ППЕ претходних година.

## Вакцинација
„Хелт Канада” је одговорна за одобравање и регулисање вакцина (и других фармацеутских производа), док је Агенција за јавно здравље Канаде одговорна за јавно здравље, спремност и реаговање у ванредним ситуацијама, као и контролу и превенцију заразних и хроничних болести. Вакцине су одобрене од стране „Хелт Канаде”, купљене од стране Владе Канаде и дистрибуиране од стране Агенција за јавно здравље Канаде свакој провинцији и територији у траншама на основу различитих фактора као што су величина популације и приоритетни случајеви. Национални саветодавни комитет за имунизацију је такође издао препоруке о томе како вакцине треба да се дистрибуирају, у којим интервалима и којој популацији. Национални комитет је такође био укључен у препоруке о употреби или некоришћењу вакцина за одређене узрасте или популације.
Национални истраживачки савет Канаде инвестирао је у домаћи развој вакцине, укључујући кандидате са Универзитета Саскачеван и Вариејшн Биотехнолођис. У мају 2020. године, Национални истраживачки савет је најавио планирани споразум о спровођењу клиничких испитивања кандидата за вакцину кинеске компаније КанСино Бајолођиксс и планира да је производи у својим погонима у Монтреалу када буде одобрен. Међутим, договор је пропао због затегнутих односа између Канаде и Кине, а савезна влада је касније објавила обавезу куповине вакцина које производе АстраЗенека, Модерна, Фајзер и Џонсон.
| Британска Колумбија      | 5.174.724  | 4.452.807  | 4.153.936  | 85,39% | 79,66% | [ 57 ] |
| Алберта                  | 4.444.277  | 3.548.940  | 3.275.269  | 79,88% | 73,72% | [ 57 ] |
| Саскачеван               | 1.179.906  | 963.011    | 894.982    | 81,62% | 75,86% | [ 57 ] |
| Манитоба                 | 1.382.904  | 1.148.989  | 1.060.362  | 83,03% | 76,63% | [ 57 ] |
| Онтарио                  | 14.789.778 | 12.483.125 | 11.718.056 | 84,20% | 79,04% | [ 57 ] |
| Квебек                   | 8.585.523  | 7.421.292  | 6.874.419  | 86,25% | 79,89% | [ 57 ] |
| Њу Брансвик              | 783.721    | 690.528    | 631.670    | 87,49% | 80,04% | [ 57 ] |
| Острво Принца Едварда    | 160.536    | 147.621    | 135.649    | 89,84% | 82,55% | [ 57 ] |
| Нова Шкотска             | 982.326    | 874.834    | 801.014    | 88.18% | 80.74% | [ 57 ] |
| Њефаундленд и Лабрадор   | 520.286    | 494.134    | 454.481    | 94,94% | 87,31% | [ 58 ] |
| Јукон                    | 42.596     | 37.341     | 34.664     | 86,87% | 80,64% | [ 57 ] |
| Северозападне територије | 44.991     | 40.565     | 37.421     | 89,15% | 82,34% | [ 57 ] |
| Нунавут                  | 39.536     | 31.855     | 25.367     | 80,84% | 64,38% | [ 57 ] |
| Канада                   | 38.131.139 | 32.331.264 | 30.077.828 | 84,54% | 78,64% | [ 57 ] |

## Варијанте ковида
Онтарио је 26. децембра 2020. објавио да су два случаја варијанте Б.1.1.7 пронађена у Дараму. Агенција за јавно здравље Канаде је 8. јануара 2021. објавила да је први случај јужноафричке варијанте пронађен и у Алберти. Телевизијска станица ЦТВ је 8. фебруара известила да је први случај П.1 варијанте ван Бразила откривен у Торонту. 21. априла Б.Ц. Министарство здравља је саопштило да су случајеве Б.1.617 видели још 4. априла. Канада је 14. маја додала Б.1.617 (укључујући оно што је сада познато као Делта) својим варијантама вируса. СЗО је 31. маја 2021. објавила да се варијанта Б.1.1.7 преименује у Алфа, П.1 Гама, Б.1.617.2 Делта и Б.1.351 Бета.
Ранији докази из Алберте сугеришу да ће вакцине Фајзер и Модерна наставити да буду ефикасне против смрти или хоспитализације против Алфа и Гама варијанти. Студија у Онтарију открила је да је Фајзер вакцина била 95% ефикасна у спречавању хоспитализације или смрти од алфа, бета и гама варијанти 7 дана након друге дозе. Модерна је била 94% ефикасна против Алфа варијанте 7 дана након друге дозе.
Препринт студија епидемиолога Давида Фисмана и Ешли Тит са Универзитета у Торонту открила је да Делта варијанта има 120% већи ризик од хоспитализације, 287% већи ризик од пријема у интензивну интензивну негу и 137% већи ризик од смрти у поређењу са осталим сојевима САРС-КоВ-2.
| Број случајева по различитим варијантама (4. јануар, 2022) | Број случајева по различитим варијантама (4. јануар, 2022) | Број случајева по различитим варијантама (4. јануар, 2022)  |
| Најопасније варијанте                                      | Број случајева                                             | Проценат од свих случајева                                  |
| ---------------------------------------------------------- | ---------------------------------------------------------- | ----------------------------------------------------------- |
| Алфа                                                       | 268.049                                                    | 48,60%                                                      |
| Делта                                                      | 210.712                                                    | 38,20%                                                      |
| Гама                                                       | 49.388                                                     | 8,95%                                                       |
| Омикрон                                                    | 20.968                                                     | 3,80%                                                       |
| Бета                                                       | 2.413                                                      | 0,44%                                                       |
| Укупно број је укључен у овај скуп података                | 551,530                                                    | (само је 18.05% од свих 3.055.406 случајева је анализирано) |

## Реакција владе

### Федерална влада

#### Здравство Канаде
Савезна влада је 15. јануара активирала свој Центар за хитне операције. Одговор савезне владе на пандемију заснован је на два основна документа: канадским смерницама за планирање приправности за пандемију грипа, које наводе ризике и мере за решавање вирусне болести, и Федералном/покрајинском/територијалном плану одговора јавног здравља за биолошке случајеве, који укључује идентификацију, праћење и обезбеђивање брзог приступа медицинској нези. Од 27. фебруара, план реаговања је био натрећем нивоу (ескалирао).
Савезна министарка здравља Пети Хајду објавила је 18. марта да је савезна влада потписала привремену наредбу за убрзавање приступа комплетима за тестирање на ковид 19 која би омогућила покрајинским лабораторијама да повећају број тестирања. Комплете за тестирање су направили швајцарски Роше Молекулар Системс и Термо Фишер Сајентифик. Према Хелт Канада, „Привремена наредба је један од најбржих механизама који су доступни Влади Канаде како би помогли да здравствени производи буду доступни за решавање ванредних ситуација већег обима у јавном здравству. Ова привремена наредба пружа министру флексибилност да размотри хитне случајеве који се односе на потребу за медицинских уређаја, овлашћења која су издала страни регулаторни органи или могуће нове употребе медицинских уређаја који су одобрени у Канади.“
Савезна влада је 19. марта 2020. објавила да је својој најави од 11. марта додала 275 милиона долара за финансирање додатних 49 пројеката тако да је укупан број био повећан на 96 истраживачких пројеката који ће се фокусирати на развој и имплементацију мера за откривање, управљање, и смањити преношење ковида 19.
Дана 20. марта, као део саопштења о канадској индустријској стратегији, Трудо је изјавио да ће Национални савет за истраживање радити са малим и средњим компанијама на здравственим истраживањима у борби против вируса.
Тереза Там је 23. марта почела да се појављује у објавама јавних сервиса на радију и телевизији, позивајући на личну хигијену, социјално дистанцирање и против непотребних путовања.
Там је 6. априла почела да сугерише да би употреба немедицинских маски за лице у јавности могла бити „додатна мера“ заштите. Она је изјавила да „заштити друге око себе у ситуацијама када је физичко дистанцирање тешко одржати“, али да ово није доказано да штити корисника и да се сматра комплементарним свим постојећим здравственим упутствима издатим до сада.
Као одговор на све спорије тестирање на ковид 19, посебно у провинцијама као што је Онтарио, здравство Канаде је одобрило ново брзо тестирање на вирус.

#### Старачки домови
Избијање пандемије је имала велики утицај на рад старачких домова. Дана 13. априла, Там је известила да је најмање половина смртних случајева од ковида 19 у Канади повезана са старачким домовима, и да ће „ови смртни случајеви наставити да се повећавају, чак и када смртност од епидемије буде успоравала. Там је навела факторе као што су посетиоци, заједнички животни простори и особље које се премешта између више објеката као фактор посебне рањивости. Пандемија је погоршала већ ионако постојеће проблеме са особљем, укључујући недовољну плаћеност и генерално недостатак радне снаге. Дана 28. априла, Там је изјавила да се чак 79 процената смртних случајева од ковида 19 у Канади догодило у старачким домовима.
Здравство Канаде је издало препоруке за старачке домове, подстицајући их да ограниче посету и волонтере, забране премештај запослених између више објеката, обезбеде личну заштитну опрему, наметну физичко дистанцирање током оброка, да контролише здравље особља и неопходних посетилаца. Трудо је 15. априла објавио да савезна влада планира да обезбеди додатну стимуланс радницима старачких домова.

#### Канадске оружане снаге
У априлу 2020. Министарство за националну одбрану дало је провинцијама могућност да добију помоћ канадских оружаних снага у борби против пандемије у установама као што су старачки домови. Први који је почеао да користи ову врсту помоћи је био Квебек, где је војно особље пристигло 17. априла. Друга провинција која је затражила помоћ је била Онтарио када је премијер Онтарија, Даг Форд, затражио војну помоћ 22. априла 2020. године.

#### Ограничења путовања и уласка у Канаду
Канада је 14. марта 2020. године препоручила да не путују у иностранство и саветовала је онима који се враћају у Канаду, осим неопходних радника из критичних сектора (као што је посада авиона), да се самоизолују 14 дана. Хајду се 26. марта позвала на Закон о карантину из 2005. године, чиме је самоизолација постала законски мандат за путнике (искључујући неопходне раднике) који се враћају у земљу. Такође закон забрањује онима који имају симптоме да користе јавни превоз као превоз до места самоизолације и забрањује самоизолацију у срединама у којима могу доћи у контакт са ковид осетљивим особама (људи са већ постојећим условима и старијим особама).
Од 16. марта у земљи су могли да уђу само држављани Канаде и њихове уже породице, стални становници и држављани САД. Једини изузеци су летачке посаде, дипломате и транспортни радници. Путницима који показују симптоме ковида 19 није дозвољено да се укрцају на авионе за Канаду, без обзира на њихово држављанство. Међународни летови за Канаду изван Кариба, Мексика и САД добили су инструкције да слете на Међународни аеродром у Калгарију, Међународни аеродром у Монтреалу, Међународни аеродром у Торонту или Међународни аеродром у Ванкуверу.
Од 20. марта, Канада и Сједињене Државе су привремено ограничиле сва мање важна путовања преко својих граница уз одржавање ланаца снабдевања између обе земље. Трудо је 16. априла изјавио да ће гранична ограничења између Канаде и САД остати на снази „значајно време“. Следећег дана, Канада и Сједињене Државе су се сложиле да продуже своја ограничења уласка, која су истекла 21. априла, за додатних 30 дана након тог датума. Гранична ограничења су продужена до лета 2021. године.
Од 30. марта, појединцима који показују симптоме ковида 19 забрањује се летење авионима (10 или више седишта) и забрана путовања возовима. Међутим, ово није важило за аутобусе и међуградску путничку железницу. Од 20. априла, сви путници су морали да носе маске за лице приликом одласка и доласка авионом, укључујући и током безбедносних прегледа. Они који се нису придржавали ових правила су били санкционисани.
Како је граница са Сједињеним Државама и даље била затворена за путовања која нису била неопходна, канадска влада је у октобру објавила планове да омогући члановима породице да се поново уједине под одређеним условима. Унутар земље, канадске провинције Њу Бранзвик, Острво Принца Едварда, Нова Шкотска и Њуфаундленд и Лабрадор успоставиле су Атлантски мехур, ограничавајући путовања из других провинција, али дозвољавајући слободно кретање становницима провинција чланица. Обустављање Атлантског балона било је неопходно у новембру 2020. због другог таласа.
Савезна влада је 6. јануара 2021. објавила да сви путници који улазе у Канаду морају да покажу доказ о негативном ПЦР тесту на ковид 19 који је не старији од 72 сата од времена њиховог поласка да би могли да се укрцају на летове за Канаду.
29. јануара 2021, због забринутости око варијанти САРС-Ков2 (Ковид 19), Трудо је најавио низ нових ограничења путовања. Путници који стигну у Канаду мораће да покажу ПЦР тест на ковид 19 по доласку и морају да буду у карантину у „одобреном хотелу“ о свом трошку. Истовремено, чекали су резултате тестова или опоравак и били су подвргнути „појачаном надзору” током остатка обавезног периода изолације од 14 дана, 12. фебруара, на крају 14-дневног периода изолације било би потребно да се објави трећи ПЦР тест. Нова правила за међународна путовања ступили су на снагу 22. фебруара.
Међународним летовима је дозвољено да слете само у Калгари, Монтреал, Торонто или Ванкувер. Поред тога, обустављени су сви летови за Карибе и Мексико са трајањем до 30. априла.
Џастин Трудо је 6. октобра 2021. објавио да ће вакцинација постати обавезна за оне који желе да се укрцају у авионе како би летели у земљи или иностранству, као и за оне који путују возовима Виа Рејл или Роки Маунтајнир у Канади. Почевши од 30. новембра 2021, опција да се обезбеди негативан тест на ковид 19 пре укрцавања више неће бити могућа и сви путници морају бити потпуно вакцинисани.

#### Отказани састанци владе
Састанак првих министара заказан за 12. и 13. март је отказан након што су Трудо и његова супруга ушли у самоизолацију. Канадски Доњи дом суспендован је између 14. марта и 20. априла, одмах након доношења новог споразума о слободној трговини Северне Америке. Савезни буџет, раније планиран за 20. март, такође је суспендован.

#### Промене курса Банке Канаде
У марту 2020. Банка Канаде је два пута снизила циљну стопу за 50 базних поена — прво на 1,25 процената 4. марта, а затим на 0,75 процената 13. марта.Објашњавајући тај потез банка је као узрок навела „пандемију и пад цена нафте”.
Банка је 27. марта снизила стопу трећи пут на 0,25 одсто, наводећи „озбиљне последице по Канађане и привреду“ због пандемије ковида 19. Банка је такође покренула програм за „ублажавање напетости на тржиштима краткорочног финансирања“ и други програм за стицање хартија од вредности Владе Канаде за најмање 5 милијарди долара недељно.

#### Савезна помоћ
Савезна влада је 18. марта објавила пакет од 82 милијарде долара са разним мерама. Дана 25. марта, Закон о хитном одговору на ковид 19 добио је краљевску сагласност од генералног гувернера Џулије Пајет.
Мере у овом првом пакету укључивале су:
- Канадски дечји додатак (ЦЦБ): Уплате за 2019–20. годину повећане су за 300 долара по детету.[114]
- Кредит за порез на робу и услуге (ГСТ): Максимални годишњи износ кредита за порез на робу и услуге за 2019–20. годину је удвостручен.[115]
- Канадска накнада за хитне случајеве (ЦЕРБ): Ова нова бенефиција је пружала опорезиву бенефицију од 2.000 долара месечно до четири месеца за оне који су изгубили посао, били болесни, били у карантину или брину о некоме болесном од ковида 19, такође као запослени родитељи који остају код куће да се брину о својој деци.
- Канадски студентски кредити: стављен је шестомесечни мораторијум на отплату.
- Привремена субвенција плата у пословању: Мали послодавци који испуњавају услове добили су тромесечну субвенцију плата од 10 процената.
- Пореска флексибилност: Рок за пријаву пореза на добит такође је продужен са 30. априла 2020. на 1. јун 2020. Плаћање пореза је одложено за септембар 2020. године.

Накнада за хитне случајеве је покренута 6. априла. Трудо је 15. априла најавио проширење ЦЕРБ-а на раднике који зарађују до 1.000 долара месечно и да влада планира да сарађује са провинцијама на спровођењу допуна плата за основне раднике који зарађују мање од 2.500 долара месечно.
„Канадска хитна субвенција зарада” (ЦЕВС) објављена је 1. априла, што је била проширена верзија привремене субвенције за плате у пословању. Скупштина се поново састала 11. априла да донесе Закон о хитном реаговању на ковид 19, број 2. Скупштина је имплементирала ЦЕВС, омогућавајући компанијама које испуњавају услове да добију субвенцију од 75 процената на сваку плату својих запослених (до својих првих 58.700 долара) у периоду од 12 седмица ретроактивно до 15. марта.
Трудо је 10. априла увео нове програме финансијске помоћи, укључујући Канадски пословни рачун за хитне случајеве (ЦЕБА), који нуди зајмове, бескаматне до краја 2022. године, у износу до 40.000 долара за мала и средња предузећа.
Трудо је 22. априла такође објавио Канадску ванредну студентску бенефицију (ЦЕСБ).
Парламентарни службеник за буџет Ив Жиру објавио је, 30. априла, извештај у којем се предвиђа да би федерални дефицит за фискалну 2020. годину могао бити већи од 252 милијарде долара, на основу скоро 146 милијарди долара потрошње на мере федералне помоћи.[126]
Савезна влада је 12. октобра 2020. увела нови програм подршке дохотку након укидања ЦЕРБ-а, Канадске бенефиције за опоравак (ЦРБ). Други програм, Канада рекавери „кеар гивинг бенефит” (ЦРЦБ), подржава Канађане који раде, али морају да направе паузу како би се бринули о издржаваним лицима (дете млађем од 12 година или члан породице са инвалидитетом). Повластица се примењује само ако су школе и домови за бригу о деци затворени или ако се издржавана особа разболи или зарази ковидом 19.

#### Стратегија индустрије
Влада је 20. марта 2020. објавила план за повећање производње медицинске опреме, замену монтажних линија за производњу респиратора, маски и друге личне заштитне опреме. Компаније ће моћи да приступе средствима преко владиног Фонда за стратешке иновације. Премијер је навео да канадске фирме за медицинско снабдевање Торнхил Медикал, Медиком и Спартан Бајосајенс желе да прошире производњу. Да би се позабавила несташицама и прекидом у ланцу снабдевања, Канада је донела хитно законодавство којим се одрекла заштите патента, дајући влади, компанијама или организацијама да бирају право да производе патентиране производе без дозволе носиоца патента. Према министру за иновације, науку и индустрију Навдипу Бејнсу, „целокупна индустријска политика земље ће бити преусмерена на приоритетну борбу против ковида 19“.

#### Виртуална брига
Током пандемије ковида 19, 34% људи је консултовало своје лекаре телефоном. У мају 2020. Џастин Трудо је најавио улагање од 240,5 милиона долара за подршку расту виртуелне неге и алата за ментално здравље у Канади.

### Ванредно стање
| Провинција или територија | Ванредно стање  | Ванредно стање | Забрањена окупљања            | Гранични статус        | Ношење маски       | Ношење маски | Потврда о вакцинацији         | Извори                                                                          |
| Провинција или територија | Датум почетка   | Крајни датум   | Забрањена окупљања            | Гранични статус        | Почетак            | Статус       | Потврда о вакцинацији         | Извори                                                                          |
| ------------------------- | --------------- | -------------- | ----------------------------- | ---------------------- | ------------------ | ------------ | ----------------------------- | ------------------------------------------------------------------------------- |
| Алберта                   | 17. март 2020   | У току         | Без рестрикција               | Отворено               | 4. септембар 2021  | У току       | 20. септембар 2021 (пријава)  | [ 130 ] [ 131 ] [ 132 ] [ 133 ]                                                 |
| Британска Колумбија       | 18. март 2020   | 30. јун 2021   | Без рестрикција               | Отворено               | 25. август 2021    | У току       | 13. септембар 2021            | [ 131 ] [ 134 ] [ 135 ] [ 136 ] [ 137 ] [ 138 ] [ 139 ] [ 140 ] [ 141 ]         |
| Манитоба                  | 20. март 2020   | У току         | Преко 50                      | Прегледано             | 28. август 2021    | У току       | 17. јул 2021                  | [ 131 ] [ 142 ] [ 143 ] [ 144 ] [ 145 ]                                         |
| Њу Брансвик               | 19. март 2020   | У току         | Преко 10                      | Отворено               | 22. септембар 2021 | У току       | 22. септембар 2021            | [ 131 ] [ 146 ] [ 147 ]                                                         |
| Њуфаундленд и Лабрадор    | 18. март 2020   | У току         | Преко 20                      | Прегледано             | 18. септембар 2021 | У току       | 22. октобар 2021              | [ 131 ] [ 149 ] [ 150 ] [ 151 ] [ 152 ] [ 153 ] [ 154 ] [ 155 ]                 |
| Северозападна територија  | 18. март 2020   | У току         | Сва окупљања                  | Рестрикције            | 3. мај 2021        | У току       | 22. октобар 2021 (планирано)  | [ 131 ] [ 156 ] [ 157 ]                                                         |
| Алберта                   | 22. март 2020   | У току         | Преко 10                      | Прегледано             | 31. јул 2020       | У току       | 4. октобар 2021               | [ 131 ] [ 158 ] [ 159 ] [ 160 ] [ 161 ] [ 162 ] [ 163 ]                         |
| Нунавут                   | 18. март 2020}} | У току         | Сви скупови обухваћени мерама | Рестрикције на снази   | 14. јун 2021       | У току       | Нема                          | [ 131 ] [ 164 ]                                                                 |
| Онтарио                   | 17. Март 2020   | У току         | Преко 100                     | Отворено               | 3. октобар 2020    | У току       | 22. септембар 2021            | [ к ] [ 131 ] [ 166 ] [ 167 ] [ 168 ] [ 169 ] [ 170 ] [ 171 ] [ л ] [ љ ] [ м ] |
| Острво Принца Едварда     | 16. Март 2020   | У току         | Мехур за једно домаћинство    | Тестирано              | 17. септембар 2021 | У току       | 5. октобар 2021               | [ 131 ] [ 174 ] [ 175 ] [ 176 ]                                                 |
| Квебек                    | 12. март 2020   | У току         | Преко 4                       | Регионалне рестрикције | 18. јул, 2020      | У току       | 1. септембар 2021             | [ о ] [ 131 ] [ 179 ] [ 180 ] [ 181 ] [ 182 ] [ 183 ] [ 184 ] [ 185 ]           |
| Саскачеван                | 18. март 2020   | У току         | Нема рестрикција              | Отворен                | 17. септембар 2021 | У току       | 1. октобар 2021               | [ 131 ] [ 186 ] [ 187 ] [ 188 ] [ 189 ]                                         |
| Јукон                     | 18. март 2020   | У току         | Преко 10                      | Прегледано             | 1. децембар 2020   | У току       | 30. новембар 2021 (планирано) | [ 131 ] [ 190 ] [ 191 ] [ 192 ]                                                 |

1. ↑  Датум почетка се односи на прво проглашење ванредног стања, док се датум завршетка односи на коначни датум истека за све декларације.
2. ↑  Односи се само на статус унутрашњих граница. Иако Канадска повеља о правима и слободама гарантује широка права на мобилност канадским грађанима, током ванредног стања покрајинске и територијалне владе могу ефикасно да ограниче или одбију улазак првенствено због својих законских овлашћења да, по сопственом нахођењу, одбију било коју особу дозволу да користе своје путеве:
'Отворено: Нема ограничења за улазак из других канадских провинција и територија.
Прегледано:' Здравствени прегледи и/или самоизолација обавезни за особе које улазе из других канадских провинција и територија.
Рестрикција: Забрањен улазак нерезидентима без ваљаног разлога за улазак у покрајину или територију.
Регионално: Улаз је ограничен на (а) одређени регион(е) провинције или територије.
3. ↑  Маске за лице су обавезне за узраст од 2 и више година, осим у Британској Колумбији (старости од 12 година и више за оба мандата), Квебеку (старости од 10 и више од 24. августа 2020; раније од 12 година и више) и Њуфаундленду и Лабрадору (старости 5 и више година).

Британска Колумбија и Манитоба примениле су мандате за маске у два периода. „Први“ провинцијски мандат маске важио је од 13. децембра 2020. до 30. јуна 2021. у Алберти, од 19. новембра 2020. до 30. јуна 2021. у Британској Колумбији и од 2. новембра 2020. до 6. августа 2021, у Манитоби.

За све узрасте могу се применити ограничена медицинска изузећа. Неки градови су раније спроводили локалне мандате:

7. јул 2020: Торонто и Отава (у Онтарију)

31. јул, 2020: Забране (у Алберти)

1. август 2020: Калгари и Едмонтон (Алберта)

25. септембар 2020: Винипег (у Манитоби)
4. ↑  Датуми наведени у овој колони су за 2021. године.
У Алберти, програм за изузеће од ограничења доступан је за неке секторе, нудећи мање ограничења за поновно отварање у замену за наметање пасоша за вакцину.
5. ↑  Јавна окупљања у затвореном простору ограничена су на 50 људи. Окупљања на отвореном су ограничена на 1.500 људи, али за просторе са ограниченим капацитетом, ограничена су на више од: 150 људи или 50% капацитета.
6. ↑  Путници изван провинције морају да се изолују 14 дана.
7. 1 2 3 4   Од 3. јула, Атлантске провинције су формирале путни балон који омогућава путовање између четири провинције атлантског региона. Посетиоци ван овог балона морају да наставе да поштују све наредбе јавног здравља.
8. ↑  Мандат за ношење маски је истекао 10. августа 2021. у Њуфаундленду и Лабрадору, а враћен је на снагу 18. септембра 2021.[148]
9. ↑  Нунавут није доступан из остатка Канаде путевима. Због тога се ограничења уласка ефективно примењују у односу на потенцијалне авио путнике од стране савезних службеника за транспорт који раде на аеродромима са којих летови полазе за територију. Становници Нунавута и други којима је дозвољено да уђу на територију морају да се изолују у одређеним хотелима у граду поласка четрнаест дана пре укрцавања на лет.
10. ↑  Окупљања на отвореном су ограничена на 100 људи, иако могу бити већа ако дитанцирање задовољава мере и скуп је религиозне природе. Окупљање у затвореном је ограничено на 25 људи. Верске службе у затвореном, укључујући венчања и сахране, могу да обављају са 25% капацитета.
11. ↑  Од 19. априла до 16. јуна 2021. године забрањен је улазак у покрајину преко копнених граница за путовања која нису неопходна.[165]
12. ↑  Дана 16. јул 2021, Онтарио је ушао у „фазу 3” поновног отварања. Скоро сва предузећа могу поново да се отворе, уз поштовање минималних ограничења.

Онтарио је увео свој први сахо 24. марта 2020. До данас су уведена укупно три сахоа, са сахоима широм провинције и затварањем у укупном трајању од 165 дана. Већина активности у Онтарију је била затворена још дуже.
13. ↑  Од 27. јула, вртићи могу да се отворе ако имају 15 људи (особље и деца) по групи.[172]
14. ↑  Фаза 3 је на снази од 17. јула у већини региона, 24. јула у неколико новообухваћених региона, а од 31. јула у Пилу и Торонту и 12. августа у Виндсор-Есексу.
15. ↑  Ако плесаче ангажује бар, дозвољено им је да плешу у осталим случајевима је забрањено.[173]
16. ↑  Окупљања на отвореном су ограничена на 20 људи на приватним имањима и балконима, мада верска окупљања могу бити већа ако је дистанца поштована. Забрањена су верска окупљања у затвореном простору.
17. ↑  Неопходна путовања само у Нунавик и територију залива Џејмс
18. ↑  Резиме поновног отварања за Квебек:

1. април 2021: Тамноцрвене зоне, уз посебне хитне мере, уводе се у неколико региона: у већини административних центара, већем делу западног Квебека и граду Леви.

24. мај 2021: Цео Квебек је у црвеној зони.

28. јун, 2021: Цео Квебек је у зеленој зони.

Квебек је увео полицијски час од 9. јануара до 27. маја 2021. за тамноцрвене, црвене и наранџасте зоне.[177][178]

Квебек је 12. марта 2020. године прогласио ванредно стање у јавном здравству, захтевајући од међународних путника да се самоизолују на 14 дана и забрањујући окупљања за више од 250 људи. Закоже забрана се односи на сва окупљања ван радних места и малопродаје.
Дана 16. марта, Острво Принца Едварда прогласило је ванредно стање у јавном здрављу. Алберта и Онтарио прогласили су ванредно стање 17. марта, а затим Британска Колумбија, Њуфаундленд и Лабрадор, Северозападне територије, Нунавут, Саскачеван и Јукон 18. марта. Њу Бранзвик, Манитоба и Нова Шкотска прогласиле су ванредно стање 21. марта, 21. марта. 22. марта респективно.
Ове ванредне мере омогућиле су провинцијама да забране окупљања и захтевају од међународних путника да се самоизолују, мера која је на савезном нивоу уведена 25. марта, која је постала законски услов за све покрајине које то већ нису учиниле.
Њу Брансвик, Северозападне територије, Нунавут, Острво Принца Едварда увеле су мере ограниченог уласка преко међупровинцијских граница, забрањујући улазак свима осим грађанима наведених области без ваљаног разлога. Квебек је додатно ограничио путовања у 9 од својих 18 региона и делове три друга региона. Границе Нове Шкотске и Њуфаундленда и Лабрадора су биле подложне проверама, а такође се од путника захтева самоизолација у трајању од 14 дана по уласку у провинцију.

#### Школе и универзитети
Државне школе (под покрајинском контролом) широм Канаде убрзо су следиле доношене мере и затвориле се.
Школе у Окружном школском одбору Торонта затворене су у оквиру двонедељног карантина без наставе почевши од недеље након редовно заказаног мартовског распуста. Виртуелно учење је спроведено у недељи након карантина и продужено до почетка следеће школске године, дајући ученицима могућност да оду у чколу уз ограничења или да наставе виртуелно учење. Мартовски распуст је померен на недељу од 11. априла.
Универзитет Лорентијан у Садберију био је први који је добровољно обуставио наставу и прешао на онлајн наставу 12. марта. Ово су убрзо уследили многи други универзитети широм земље.

#### Затварање предузећа
Покрајине, територије и општине широм земље наложиле су затварање барова, ресторана, биоскопа и других предузећа. У почетку су неке јурисдикције дозвољавале ресторанима или баровима да остану отворени уз смањени капацитет и социјално дистанцирање. Наруџбе за понети и доставе су углавном још увек биле дозвољене. Надлежности су се разликовале у погледу затварања вртића. Конкретно, Британска Колумбија и Саскачеван су се суочили са критикама због тога што су дозволили да вртићи остану отворени док школе, барови и ресторани морају бити затворени.
Онтарио, Квебек и Саскачеван наложили су затварање свих предузећа која провинције не сматрају неопходним. Основни послови укључују продавнице прехрамбених производа, ресторане за понети и доставу, апотеке, транспорт, производњу, производњу хране, енергију и здравствену заштиту.
Продавнице алкохола и канабиса остале су углавном отворене широм земље, а владе су поништиле своје налоге о затварању због забринутости око синдрома одвикавања.

#### Програми помоћи
Алберта, Британска Колумбија, Њу Бранзвик, Острво Принца Едварда и Манитоба су понудили једнократне исплате које су имале за циљ да премосте јаз пре имплементације федералне канадске бенефиције за хитне случајеве. Програм привремене помоћи за раднике Квебека обезбеђује до четири недеље плаћања за оне који се не квалификују за савезну помоћ. Острво Принца Едварда такође обезбеђује исплате онима који су задржали посао, али раде скраћено.
Многе провинције и територије повећале су исплате за оне који већ примају помоћ.

### Судови
Судови широм Канаде су увели мере да смање контакт са јавношћу уз задржавање приступа судовима. Врховни суд Канаде затворио је објекте где се документација требала узимати лично, уз задржавање могућности електронског подношења докумената за дате случајеве. Такође је одложило жалбе које је требало да буду саслушане у марту до датума у јуну. Други судови су дали приоритет предметима који ће бити саслушани, дајући приоритет текућим кривичним суђењима и суђењима у питањима заштите породице и деце, док су већину нерешених предмета одлагали за касније датуме.

### Први народ
Дана 19. марта, нација Пимикикамак Кри у северној Манитоби ограничила је улазак есенцијалним, неопходним, радницима, а поглавица Дејвид Монијас је рекао да племе Саиси Дене и други чине исто.
Од 19. марта, Савет нације Хаида саопштио је да обесхрабрује сва путовања онима који нису грађани острва, како су рекли „за сада“.
Дана 27. марта, племе Васауксинга прогласили су ванредно стање на челу са Гимаом (шефом) Валијем Табобондунгом, најављујући стварање тима за реаговање и ванредно стање путем Јутуб видео снимка. У ажурирању објављеном 16. маја, шеф и веће су објавили да су поставили камере са технологијом препознавања лица и регистарских таблица на локалним контролним пунктовима како би идентификовали људе који улазе на територију. Викендашима који изнајмљују имовину на територији племена, забрањен је улазак до 6. јуна. Од 6. јуна, свако ко улази у Васауксинг мора да има етикету коју је издало племенски савет и да пружи информације за централизовани регистар. Поновно отварање се дешавало у фазама. Од ажурирања објављеног 21. јуна, ванредно стање је продужено за додатних 90 дана.
Првог октобра, у ишчекивању „Другог таласа“, племе Шусвапи је увео обавезну меру маски за лице у затвореним просторима где физичко дистанцирање није било могуће, укључујући ходнике, степеништа и возила за заједнички превоз.
Од 8. октобра, стопа заразе у аутохтоним заједницама била је једна трећина стопе заразе у неаутохтоним заједницама, овај податак  је добијен према ажурирању министра служби староседилаца Марка Милера. Милер је похвалио домородачко вођство и са главним медицинским службеником Канадске службе за староседеоце др Тимом Вонгом охрабривао староседеоце да остану и даље у духу спровођења заштитних мера.
Заједнице првих нација су добиле приоритет у првој фази вакцинације против вируса.

## Економски утицај
Пандемија ковида 19 имала је велики и дубок утицај на канадску економију, доводећи је у рецесију. Владина правила социјалног дистанцирања утицала су на ограничавање економске активности у земљи. Компаније су почеле да размишљају о масовном отпуштању радника, што је у великој мери спречено канадском субвенцијом за ванредне плате. Али упркос овим напорима, стопа незапослености у Канади износила је 13,5% у мају 2020. године, највиша од 1976. године.
Многи догађаји великих размера који су планирани да се одрже 2020. године у Канади су отказани или одложени. Ово укључује све веће спортске и уметничке догађаје. Канадски сектори туризма и ваздушног саобраћаја су били посебно погођени због ограничења путовања. Неки фармери су се плашили недостатка радне снаге и банкрота.
Ковид 19 је утицао на понашање потрошача, у раним фазама пандемије, канадске продавнице прехрамбених производа биле су место великих паничних куповина које су довеле до многих празних полица. До краја марта, већина продавница је затворена за купце, са изузетком продавница прехрамбених производа и апотека, које су примениле строга правила социјалног дистанцирања у својим просторијама. Ова правила су такође примењена у другим канадским предузећима пошто су поново почела да се отварају у наредним месецима.

## Тестирање на ковид 19
Тестирање на ковид19 може да се користи за праћење распрострањености и ширења, за дијагностиковање појединаца за лечење, за идентификацију инфекција ради изолације и праћења контаката, за проверу ризичне популације, за ослобађање изложених здравствених радника да се врате на посао и за идентификацију појединаца са потенцијалним имунитетом. Светска здравствена организација каже да би јурисдикције требало да имају за циљ да тестирају сваки сумњиви случај ковида 19. Пошто је здравствена заштита под покрајинском јурисдикцијом, скоро сва тестирања спроводе покрајине и територије, а не савезна влада. Трудо је 23. априла идентификовао шире тестирање као кључно за поновно отварање земље, помињући циљ од 60.000 тестова дневно који је поставила др Тереса Там, али је упозорио да ће можда бити потребно и до 120.000 дневно. Од краја априла, отприлике 20.000 тестова дневно се обављало у Канади. Укупан број тестова спроведених за провинције и Канаду показује да је до почетка маја 2020. тестирано преко 800.000 Канађана. Приказани графикон приказује стопе тестирања по глави становника у провинцијама и територијама од марта до маја 2020. године.

## Статистика

### Националне карте
- Укупно случајева болести на 100.000 становника по покрајинама/територијама
- Укупно смртних случајева на 100.000 становника по покрајинама/територијама

### По старости
| Класификација                                               | Класификација | Случајеви | Случајеви | Хоспитализације | Хоспитализације | ICU    | ICU    | Смрти  | Смрти  | Смртност | Смртност  |
| Класификација                                               | Класификација | Број      | %         | Број            | %               | Број   | %      | Број   | %      | %        | 1 особа у |
| ----------------------------------------------------------- | ------------- | --------- | --------- | --------------- | --------------- | ------ | ------ | ------ | ------ | -------- | --------- |
| Сва                                                         | Сва           | 3.010.668 | 100,00    | 122.074         | 100,0           | 21.560 | 100,00 | 33.717 | 100,00 | 1,120    | 89,3      |
| Годиште                                                     | ≥80           | 128.530   | 4,27      | 31.287          | 25,63           | 2.184  | 10,13  | 20.584 | 61,05  | 16,015   | 6,2       |
| Годиште                                                     | 70 до 79      | 113.663   | 3,78      | 23.708          | 19,42           | 4.831  | 22,41  | 7.136  | 21,16  | 6,278    | 15,9      |
| Годиште                                                     | 60 до 69      | 221.707   | 7,36      | 21.167          | 17,34           | 5.643  | 26,17  | 3.570  | 10,59  | 1,610    | 62.1      |
| Годиште                                                     | 50 до 59      | 370.039   | 12,29     | 16.604          | 13,60           | 4.237  | 19,65  | 1.507  | 4,47   | 0,407    | 245.5     |
| Годиште                                                     | 40 до 49      | 451.773   | 15,01     | 10.792          | 8,84            | 2.267  | 10,52  | 549    | 1,63   | 0,122    | 822,9     |
| Годиште                                                     | 30 до 39      | 525.404   | 17,45     | 9.199           | 7,54            | 1.370  | 6,35   | 243    | 0,72   | 0,046    | 2.162,2   |
| Годиште                                                     | 20 до 29      | 586.614   | 19,48     | 5.800           | 4,75            | 657    | 3,05   | 99     | 0,29   | 0,017    | 5.925,4   |
| Годиште                                                     | 12 до 19      | 275.425   | 9,15      | 1.272           | 1,04            | 151    | 0,70   | 10     | 0,03   | 0,004    | 27.542,5  |
| Годиште                                                     | 0 до 11       | 337.513   | 11,21     | 2.245           | 1,84            | 220    | 1,02   | 19     | 0,06   | 0,006    | 17.763,8  |
| Извор: Public Health Agency of Canada, од 4. фебруара 2022. |               |           |           |                 |                 |        |        |        |        |          |           |